# 托坎廷斯州圣玛丽亚
托坎廷斯州圣玛丽亚（葡萄牙語：Santa Maria do Tocantins）是巴西托坎廷斯州的一个市镇。总面积1410.446平方公里，总人口2673人，人口密度1.9人/平方公里。